# Fly on the Wall (album)
Fly on the Wall – dziesiąty album australijskiego zespołu AC/DC wydany w 1985 roku.

## Lista utworów
1. „Fly on the Wall” – 3:46
2. „Shake Your Foundations” – 4:12
3. „First Blood” – 3:48
4. „Danger” – 4:24
5. „Sink the Pink” – 4:17
6. „Playing with Girls” – 3:47
7. „Stand Up” – 3:55
8. „Hell or High Water” – 4:34
9. „Back in Business” – 4:26
10. „Send for the Man” – 3:24

- Kompozytorami wszystkich utworów są Angus Young, Malcolm Young, i Brian Johnson.

## Twórcy
- Angus Young – gitara prowadząca
- Malcolm Young – gitara rytmiczna
- Brian Johnson – śpiew
- Simon Wright – perkusja
- Cliff Williams – gitara basowa

### Produkcja
- Angus i Malcolm Youngowie – producenci
- Mark Dearnley – dźwiękowiec
- Bob Defrin – dyrektor artystyczny
- Todd Schorr – projekt okładki